# 13 augustus
13 augustus is de 225ste dag van het jaar (226ste dag in een schrikkeljaar) in de gregoriaanse kalender. Hierna volgen nog 140 dagen tot het einde van het jaar.

## Gebeurtenissen
- Algemeen

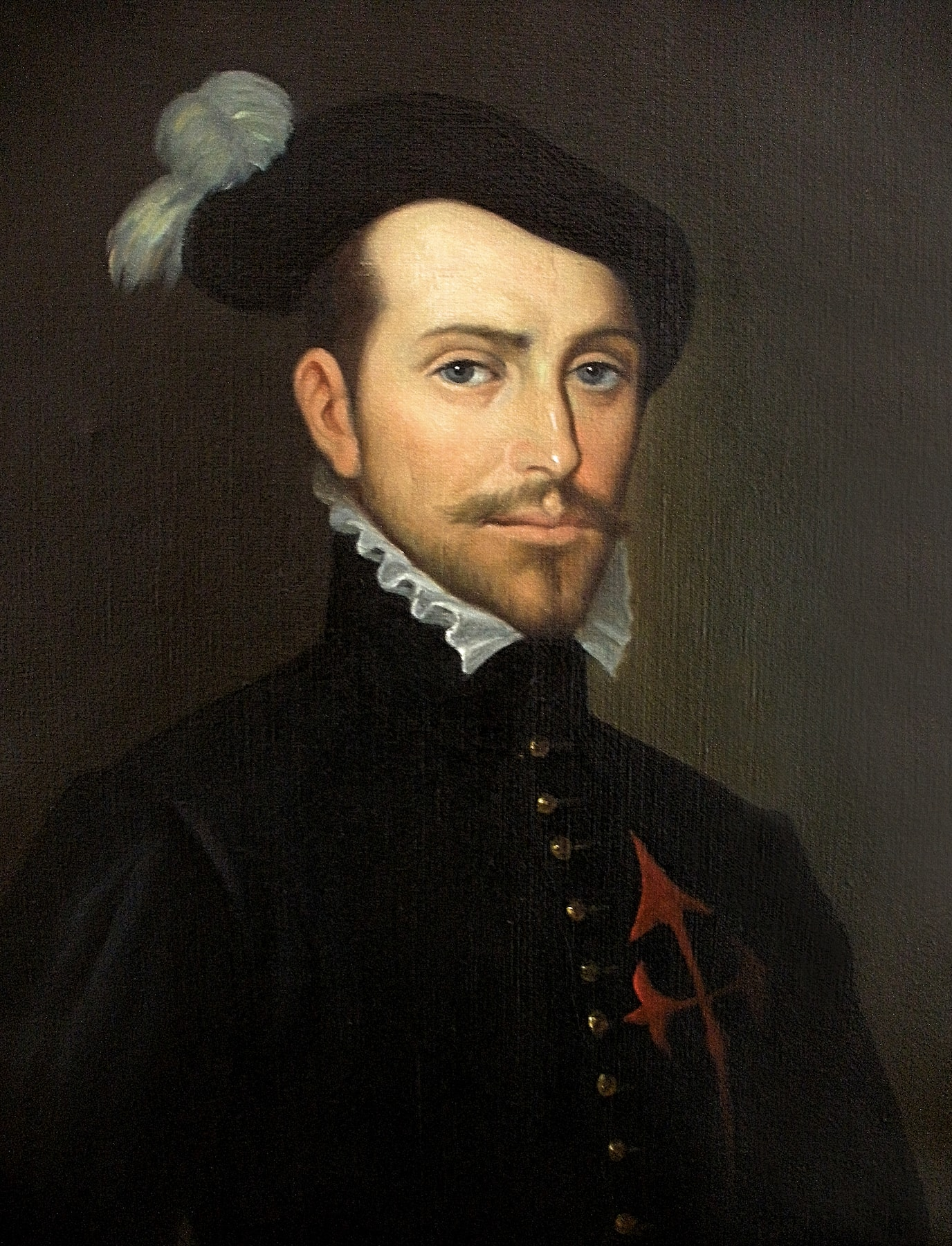
Hernán Cortés
zie oorlog 1521

  - 408 - Het Romeinse leger in Ticinum (Noord-Italië) begint te muiten. Hierbij worden zeven keizerlijke officieren vermoord.
  - 1847 - Koning Willem II legt de eerste steen van zijn paleis in Tilburg, het huidige Paleis-Raadhuis.
  - 2023 - Door een aardverschuiving in een jademijn in Myanmar raken tientallen mijnwerkers vermist.[1]
  - 2025 - Door een ongeval in een weiland bij De Hoeve met een luchtballon is een vrouw van 66 jaar overleden, van de andere 33 passagiers raakten enkelen gewond.
- Media
  - 1997 - De eerste aflevering van South Park met als titel, Cartman Gets an Anal Probe, wordt uitgezonden op het Amerikaanse Comedy Central.
  - 2005 - Talpa, de tv-zender van John de Mol begint met uitzenden.

- Oorlog
  - 1521 - Cuauhtemoc, de laatste Azteekse keizer, geeft zich over aan Hernán Cortés.
  - 1940 - Begin Operatie Adelaar tijdens de Slag om Engeland.
  - 1993 - Italië trekt zijn troepen terug uit Mogadishu uit protest tegen het gewelddadige optreden van de Amerikaanse soldaten in Somalië, zegt de bevelhebber van het Italiaanse VN-contingent, generaal Bruno Moi.
  - 2002 - Zimbabwe trekt zijn soldaten uit Congo-Kinshasa terug, zegt president Robert Mugabe in een nationale tv-toespraak ter gelegenheid van de Dag van de Strijdkrachten.

- Politiek
  - 560 v.Chr. - Nergal-Shar-Ussur volgt Amel-narduk op als koning van Babylon.
  - 1860 - Moord op vorst Danilo II van Montenegro in Kotor. Hij wordt opgevolgd door zijn neef Nicolaas I.
  - 1960 - De Centraal-Afrikaanse Republiek verklaart zich onafhankelijk van Frankrijk.
  - 1961 - Op gezag van Walter Ulbricht en de Sovjetleider Nikita Chroesjtsjov worden in Berlijn, 's nachts, straten afgezet met prikkeldraad en militaire voertuigen.
  - 1966 - Het Centrale Comité van de Chinese Communistische Partij kondigt de "Culturele Revolutie" aan.
  - 1980 - Een administratieve coup in Suriname brengt Desi Bouterse in het centrum van de macht.
  - 1990 - President Michael Gorbatsjov van de Sovjet-Unie geeft in een decreet opdracht tot de meest omvangrijke rehabilitatie van slachtoffers van het stalinisme.
  - 2001 - Honderden blanke boeren ontvluchten Zimbabwe uit vrees voor gewelddadige landonteigeningen.
  - 2012 - Bij een platinamijn in Zuid-Afrika raken leden van twee vakbonden met elkaar slaags. Daardoor komen zeker negen mensen om het leven. Onder de doden ook twee politieagenten, die met machetes zijn aangevallen.

- Religie
  - 1930 - Oprichting van het Bisdom Berlijn in Duitsland.

- Sport
  - 1906 - Oprichting van de Belgische voetbalclub Berchem Sport.
  - 1972 -  N.E.C.-speler Chris Kronshorst is de eerste Nederlandse voetballer die een gele kaart krijgt ín het betaald voetbal. Amper vier minuten later was het de beurt aan Willem van Hanegem om de tweede te ontvangen.
  - 1987 - In Koblenz verbetert atleet Achmed de Kom zijn eigen vijf dagen oude Nederlands record op de 100 meter (10,44 seconden) met een tijd van 10,35 seconden.
  - 1990 - Stefan Edberg lost Ivan Lendl na tachtig weken af als nummer één op de wereldranglijst der tennisprofessionals; de Zweed wordt de achtste aanvoerder van die lijst na achtereenvolgens Ilie Năstase, John Newcombe, Jimmy Connors, Björn Borg, John McEnroe, Lendl en Mats Wilander.
  - 1994 - De Boliviaanse voetbalinternational Álvaro Peña raakt ernstig gewond, nadat zijn vrouw hem vier keer met een mes heeft gestoken in een ruzie over de op handen zijnde echtscheiding.
  - 1999 - Steffi Graf kondigt het einde van haar tennisloopbaan aan.
  - 2000 - PSV wint de vijfde editie van de strijd om de Johan Cruijff Schaal door Roda JC met 2-0 te verslaan.
  - 2001 - In Gelsenkirchen wordt het stadion Arena AufSchalke officieel in gebruik genomen.
  - 2004 - De 28ste Olympische Zomerspelen worden geopend in de Griekse hoofdstad Athene.
  - 2006 - Bram Som wint goud bij de Europese kampioenschappen atletiek op de 800 meter.
  - 2016 - De Amerikaanse zwemmer Michael Phelps wint zijn 23ste olympische gouden medaille. Met de estafetteploeg haalt hij goud op de 4x100 meter wisselslag.
  - 2016 - Elis Ligtlee wint goud bij de Olympische Spelen 2016. De Eerbeekse wint op het onderdeel keirin.
  - 2023 - Op de wereldkampioenschappen wielrennen in Glasgow wordt de Belgische Lotte Kopecky wereldkampioene op de weg. Ze komt solo over de eindmeet. Achter haar sprinten de Nederlandse Demi Vollering en Deense Cecilie Uttrup Ludwig voor respectievelijk zilver en brons.[2]
  - 2023 - Almere City debuteert in de Eredivisie met een nederlaag tegen FC Twente. Danny Post maakt de eerste goal op het hoogste niveau in de geschiedenis van de club uit Flevoland.[3]
  - 2023 - De Nederlandse Shirin van Anrooij rijdt naar zilver bij de WK baanwielrennen voor beloften in Glasgow. De Hongaarse Blanka Vas wordt wereldkampioene en de Britse Anna Shackley wordt derde.[4]
  - 2023 - Bij de Europese kampioenschappen parasporten in Rotterdam wordt Diede de Groot uit Nederland Europees kampioene rolstoeltennis door in de finale landgenote Aniek van Koot in twee sets te verslaan.[5]
  - 2023 - De Nederlandse Laura Smulders pakt zilver bij het WK BMX, onderdeel van de Wereldkampioenschappen wielrennen 2023 in Glasgow. De wereldtitel is voor de Britse Bethany Shriever, terwijl de Amerikaanse Alise Willoughby goed is voor brons.[6]
  - 2023 - De Nederlander Ruben Spaargaren wordt in Rotterdam bij de Europese kampioenschappen parasporten Europees kampioen rolstoeltennis door de Spanjaard Martín de la Puente in drie sets te verslaan.[5]

- Wetenschap en technologie
  - 1672 - Christiaan Huygens observeert als eerste de zuidelijke poolkap van Mars.[7]
  - 1985 - Een driejarige Ierse jongen, Jamie Gavin, krijgt met succes een hart én een long getransplanteerd in het Harefield Hospital in Middlesex, Engeland.
  - 2014 - Lancering van de WorldView-3 aardobservatiesatelliet van het bedrijf DigitalGlobe met een Atlas V raket van United Launch Alliance vanaf Vandenberg Air Force Base in de Verenigde Staten. De satelliet kan objecten van zo'n 30 cm groot nog waarnemen.[8]

## Geboren

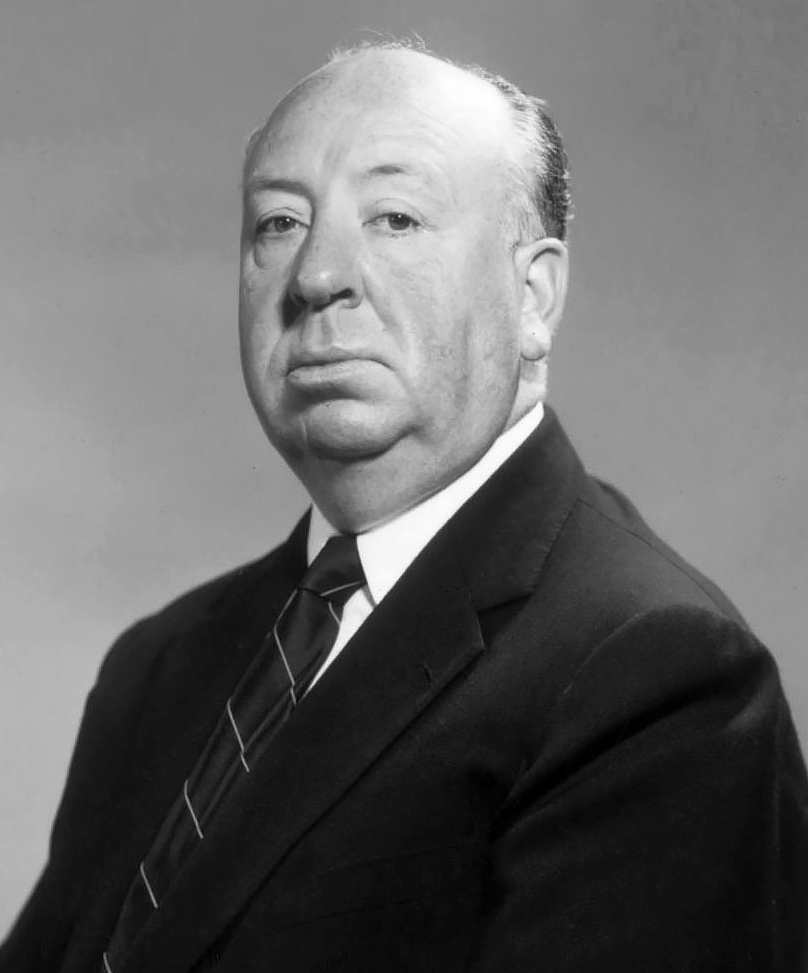
Alfred Hitchcock
geboren in 1899

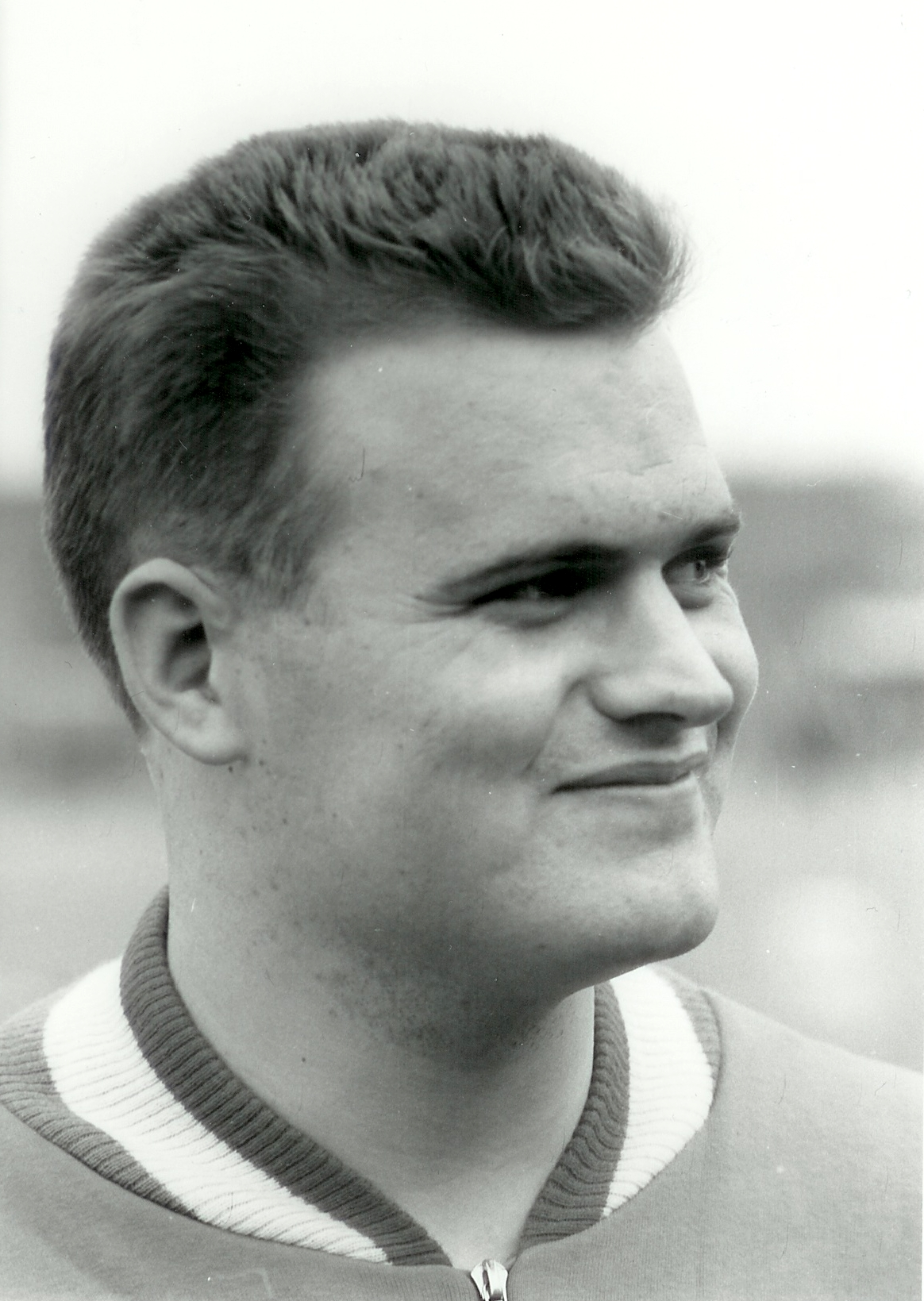
Piet van der Kruk
geboren in 1941

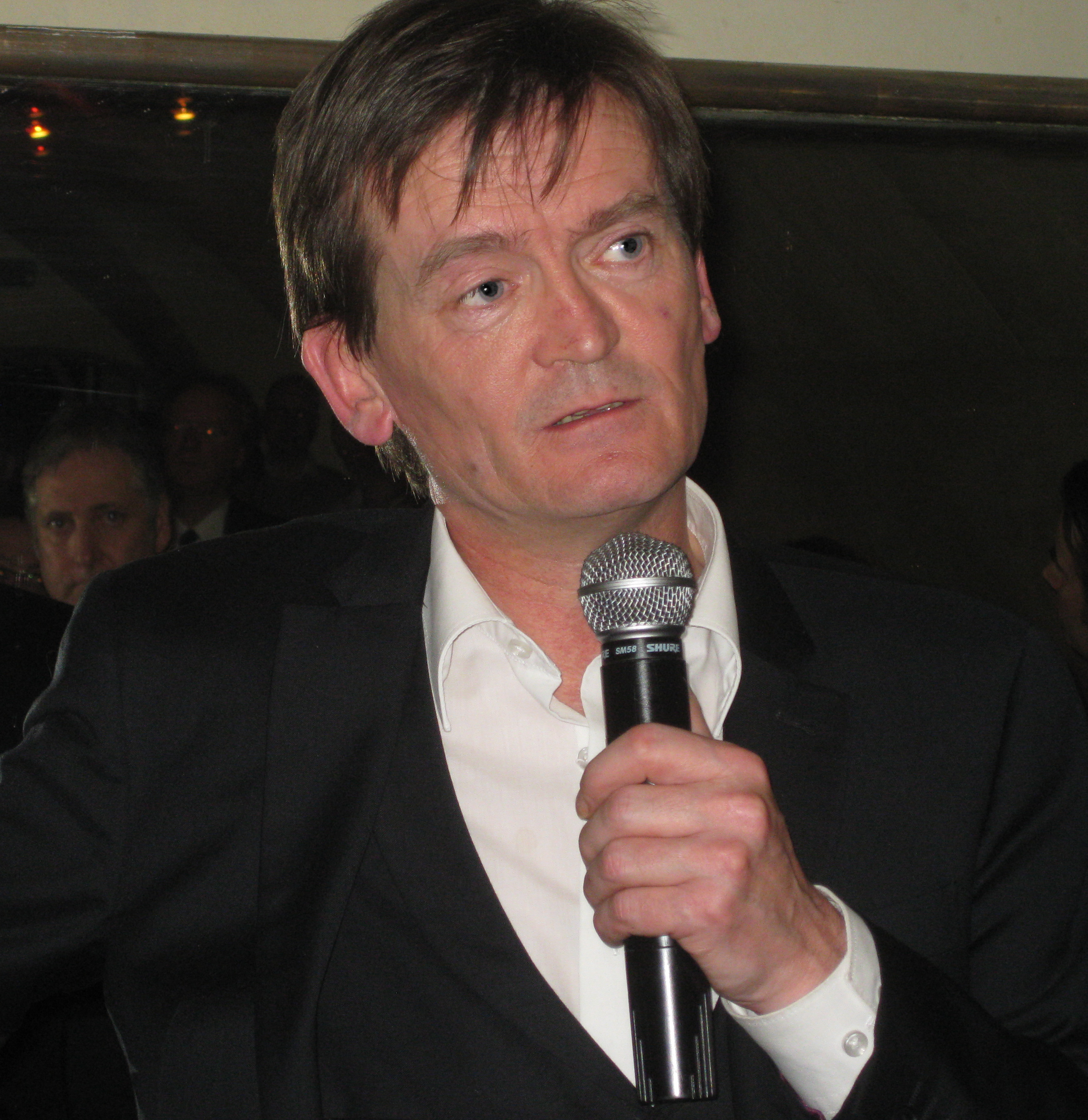
Feargal Sharkey
geboren in 1958

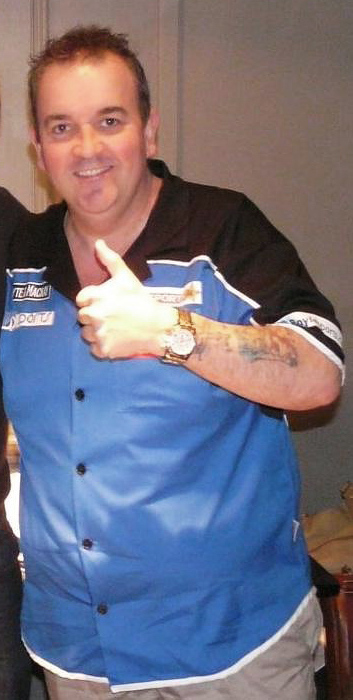
Phil Taylor
geboren in 1960

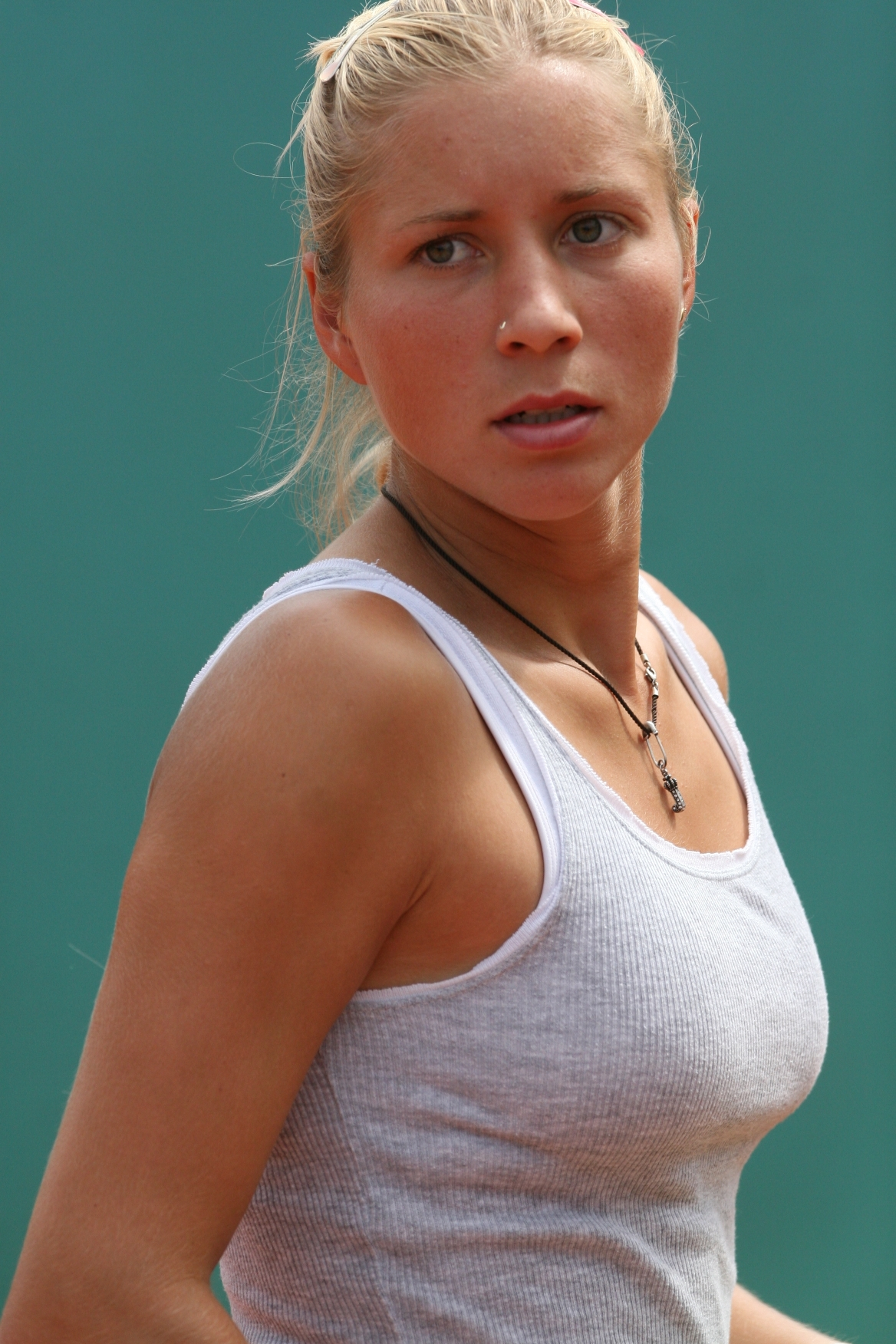
Aljona Bondarenko,
geboren in 1984

- 1576 - Balthasar Lydius, Nederlands predikant en theoloog (overleden 1629)
- 1592 - Willem van Nassau-Siegen, graaf van Nassau-Siegen en veldmaarschalk van het Staatse leger (overleden 1642)
- 1700 _ Heinrich von Brühl, was een Saksische graaf en staatsman. (overleden 1763)
- 1713 - Abraham du Bois, Nederlands bestuurder (overleden 1774)
- 1792 - Cornelis Pruijs van der Hoeven, Nederlands arts (overleden 1871)
- 1800 - Ippolito Rosellini, Italiaans egyptoloog (overleden 1843)
- 1814 - Anders Jonas Ångström, Zweeds natuurkundige (overleden 1874)
- 1844 - Johann Friedrich Miescher, Zwitsers biochemicus (overleden 1895)
- 1850 - Andrea Carlo Ferrari, Italiaans zalige, kardinaal-aartsbisschop van Milaan (overleden 1921)
- 1853 - Antonio Salandra, Italiaans politicus (overleden 1931)
- 1866 - Giovanni Agnelli, Italiaanse industrieel en een van de grondleggers van de Italiaanse autofabrikant Fiat (overleden 1945)
- 1886 - Antonio Abad, Filipijns schrijver (overleden 1964)
- 1871 - Karl Liebknecht, Duits socialist (overleden 1919)
- 1871 - Rasmus Rasmussen, Faeröers pedagoog, politicus en schrijver (overleden 1962)
- 1871 - Jacqueline Reyneke van Stuwe, Nederlands schrijver (overleden 1955)
- 1872 - Richard Willstätter, Duits scheikundige en Nobelprijswinnaar (overleden 1942)
- 1884 - Guus Lutjens, Nederlands voetballer (overleden 1974)
- 1895 - Bert Lahr, Amerikaanse acteur en komiek (overleden 1967)
- 1898 - Jean Borotra Frans tennisser (overleden 1994)
- 1898 - Stefan Śliwa, Pools voetballer (overleden 1964)
- 1899 - Alfred Hitchcock, Brits regisseur (overleden 1980)
- 1900 - Pieter Feyo Onno Rembt Sickinghe, Nederlands hofdienaar (overleden 1974)
- 1902 - Felix Wankel, Duits uitvinder van de wankelmotor (overleden 1988)
- 1904 - Charles Rogers, Amerikaans acteur en jazzmusicus (overleden 1999)
- 1906 - Antoon van Elk, Nederlands burgemeester (overleden 1972)
- 1906 - Berend Nauta, Nederlands burgemeester (overleden 1988)
- 1910 - Gerhard Gustmann, Duits roeier (overleden 1992)
- 1911 - Marie Louis Willem Schoch, Nederlands (jeugd)predikant en omroepvoorzitter (overleden 2008)
- 1912 - Max Croiset, Nederlands acteur, regisseur, toneelschrijver en voordrachtskunstenaar (overleden 1993)
- 1912 - Ben Hogan, Amerikaans golfer (overleden 1997)
- 1913 - Piet Brons, Nederlands politicus (overleden 2003)
- 1913 - Fred Davis, Engels snookerspeler (overleden 1998)
- 1913 - Makarios III van Cyprus, Grieks-Cypriotisch geestelijke en staatsman (overleden 1977)
- 1914 - Gudrun Genest, Duits actrice (overleden 2013)
- 1914 - Luis Mariano, Spaans (Baskisch) zanger (overleden 1970)
- 1918 - Frederick Sanger, Brits moleculair bioloog (overleden 2013)
- 1918 - Mechie Trommelen, Nederlands ondernemer (overleden 1994)
- 1919 - George Shearing, Amerikaans pianist (overleden 2011)
- 1924 - Chris van der Klaauw, Nederlands minister en diplomaat (overleden 2005)
- 1924 - Willem Wittkampf, Nederlands journalist (overleden 1992)
- 1926 - Fidel Castro, Cubaans revolutionair, politicus, premier en president (overleden 2016)
- 1927 - Jo Leemans, Belgisch zangeres
- 1927 - Pieter Lutz, Nederlands acteur (overleden 2009)
- 1930 - Don Ho, Hawaïaans muzikant, acteur en zanger (overleden 2007)
- 1933 - Fred Erdman, Belgisch advocaat en politicus  (overleden 2021)
- 1933 - George Hindori, Surinaams politicus (overleden 1986)
- 1934 - Oswald Maes, Belgisch acteur (overleden 2024)
- 1934 - Wigberto Tañada, Filipijns senator
- 1935 - René Abadie, Frans wielrenner (overleden 1996)
- 1935 - Johan Verschuuren  Nederlands weerpresentator (overleden 2021)
- 1936 - Schelto Patijn, Nederlands politicus (overleden 2007)
- 1937 - Fong Leng, Nederlands modeontwerpster
- 1938 - Dave 'Baby' Cortez, Amerikaans muzikant (overleden 2022)
- 1939 - Howard Tate, Amerikaans soulzanger (overleden 2011)
- 1941 - Piet van der Kruk, Nederlands gewichtheffer en kogelstoter (overleden 2020)
- 1942 - Hissène Habré, Tsjadisch dictator (overleden 2021)
- 1943 - Wim van Willigenburg, Nederlands politicus
- 1944 - Divina Galica, Brits autocoureur
- 1944 - Kevin Tighe, Amerikaans acteur en filmregisseur
- 1945 - Wess Johnson, Amerikaans zanger (overleden 2009)
- 1946 - Bernard Labourdette, Frans wielrenner (overleden 2022)
- 1946 - Janet Yellen, Amerikaans econome, bankier, hoogleraar en politica
- 1947 - Geerhard de Grooth, Nederlands sportjournalist
- 1947 - Jennifer Willems, Nederlands actrice (overleden 2015)
- 1948 - Kathleen Battle, Amerikaans sopraan
- 1949 - Jef Rademakers, Nederlands televisiemaker
- 1951 - Dan Fogelberg, Amerikaans zanger (overleden 2007)
- 1952 - Herb Ritts, Amerikaans modefotograaf (overleden 2002)
- 1953 - Willem Huberts, Nederlands bibliothecaris, bibliograaf, literair-historisch onderzoeker en dichter
- 1953 - Ernest Louwes, veroordeelde in de Deventer moordzaak
- 1954 - Robby Jonathan Parabirsing (Rappa), Surinaams schrijver
- 1955 - Mulgrew Miller, Amerikaans jazzpianist en -componist (overleden 2013)
- 1955 - Marianne Sloet van Oldruitenborgh-Oosterbaan, Nederlands hoogleraar
- 1956 - Bruno Giordano, Italiaans voetballer
- 1958 - David Feherty, Noord-Iers golfer
- 1958 - Feargal Sharkey, Brits zanger
- 1958 - Ellen Verbeek, Nederlands journalist
- 1959 - Sabine Becker, Duits schaatsster
- 1959 - Thomas Ravelli, Zweeds voetballer
- 1960 - Djana Mata, Albanees sportschutster
- 1960 - Phil Taylor, Engels darter
- 1961 - Bettine Vriesekoop, Nederlands tafeltennisster
- 1963 - Maxim Hartman, Nederlands televisiepresentator
- 1963 - Édouard Michelin jr., Frans industrieel (overleden 2006)
- 1963 - Sridevi, Indiaas actrice (overleden 2018)
- 1964 - Debi Mazar, Amerikaans actrice
- 1966 - René Karst, Nederlands zanger
- 1966 - Pascal Lino, Frans wielrenner
- 1966 - Marc Leclair, Canadees houseproducer
- 1966 - Jörgen Raymann, Surinaams-Nederlands stand-upcomedian en televisiepresentator
- 1967 - Jeanine Áñez, Boliviaans politica
- 1968 - Hilde Vanhulle, Belgisch actrice
- 1969 - Midori Ito, Japans kunstschaatsster
- 1969 - Edwin Ouwehand, Nederlands diskjockey en voice-over
- 1970 - Gunter Lamoot, Belgisch stand-upcomedian
- 1970 - Alan Shearer, Engels voetballer
- 1971 - Tomoe Abe, Japans marathonloopster
- 1971 - Patrick Carpentier, Canadees autocoureur
- 1972 - Randal Corsen, Curaçaos-Nederlands pianist
- 1972 - Lee Probert, Engels voetbalscheidsrechter
- 1973 - Akiko Grace, Japans jazzpianiste
- 1973 - Britt Van Der Borght, Belgisch actrice
- 1973 - Mara Yamauchi, Brits atlete
- 1974 - Joe Perry, Engels snookerspeler
- 1974 - Michael Skelde, Deens wielrenner
- 1976 - Dadi Denis, Haïtiaans atleet
- 1976 - Nicolás Lapentti, Ecuadoraans tennisser
- 1976 - Tatjana Panova, Russisch tennisster
- 1977 - Michael Klim, Pools-Australisch zwemmer
- 1978 - Tiany Kiriloff, Belgisch presentatrice
- 1978 - Ersin Kiris, Nederlands presentator
- 1978 - Benjani Mwaruwari, Zimbabwaans voetballer
- 1979 - Joseph Hansen, Amerikaans roeier
- 1980 - Afke Boven, Nederlands journalist en presentatrice
- 1980 - Álex González, Spaans acteur
- 1982 - Shani Davis, Amerikaans schaatser
- 1982 - Sarah Huckabee Sanders, Amerikaans perschef van het Witte Huis
- 1983 - Randall Brenes, Costa Ricaans voetballer
- 1983 - Chanda Sandipan, Indiaas schaker
- 1983 - Ľubomír Michalík, Slowaaks voetballer
- 1983 - Sven de Wijn, Nederlands acteur
- 1984 - Aljona Bondarenko, Oekraïens tennisster
- 1984 - Niko Kranjčar, Kroatisch voetballer
- 1984 - James Morrison, Engels zanger
- 1985 - Olubayo Adefemi, Nigeriaans voetballer (overleden 2011)
- 1985 - Mark Ruijl, Nederlands sportbestuurder
- 1985 - Maria Savinova, Russisch atlete
- 1988 - Marian Barbu, Roemeens voetbalscheidsrechter
- 1989 - Nejo Becirevic, Nederlands Servisch bokser
- 1990 - Maiken Caspersen Falla, Noors langlaufster
- 1991 - Alexander Kačaniklić, Zweeds voetballer
- 1992 - Lois Abbingh, Nederlands handbalster
- 1992 - Vincent Fierens, Belgisch radiopresentator
- 1992 - Damien Howson, Australisch wielrenner
- 1992 - Lucas Moura, Braziliaans voetballer
- 1992 - Sean Ryan, Amerikaans zwemmer
- 1992 - Andrea Toniatti, Italiaans wielrenner
- 1993 - Kevin Cordes, Amerikaans zwemmer
- 1993 - Jonas Folger, Duits motorcoureur
- 1993 - Bruno Prent, Nederlands acteur
- 1993 - Eline de Ruig, Nederlands entertainmentdeskundige
- 1993 - Nikki Snel, Belgisch gymnaste
- 1995 - Jay Lamoureux, Canadees baanwielrenner
- 1995 - Nicole Rajičová, Slowaaks kunstschaatsster
- 1996 - Omer Goldstein, Israëlisch wielrenner
- 1996 - Juan Cruz Komar, Argentijns voetballer
- 1996 - Ryan Meikle, Engels darter
- 1996 - Slick Woods, Amerikaans model
- 1997 - Fung Ka Hoo, Hongkongs wielrenner
- 1998 - Kailani Craine, Australisch kunstschaatsster
- 1998 - Dimitris Nikolaou, Grieks voetballer
- 1998 - Justin Schoenefeld, Amerikaans freestyleskiër
- 1999 - Klaudia Słowińska, Pools voetbalster
- 1999 - Anja Veterova, Macedonisch zangeres
- 2001 - Evelyn Iljeh, Zweeds voetbalster
- 2001 - Alexandra Karlsson Tyrefors, Zweeds actrice
- 2001 - Fleur Meinders, Nederlands volleybalster
- 2003 - Lilli Purtscheller, Oostenrijks voetbalster
- 2003 - Brieuc Rolland, Frans wielrenner

## Overleden

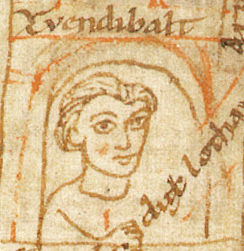
Zwentibold
overleden in 900

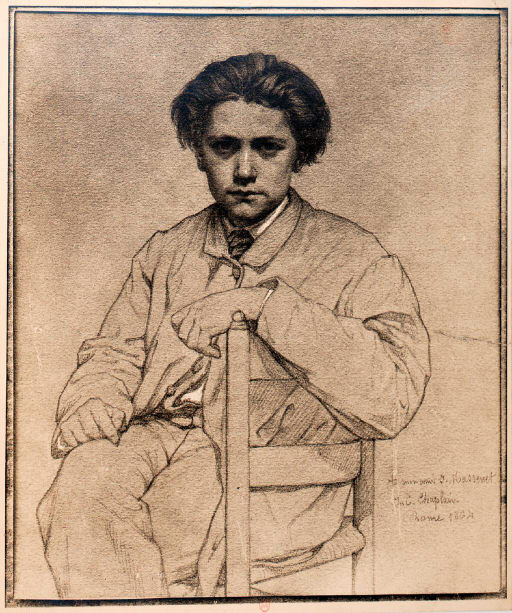
Jules Massenet
overleden in 1912

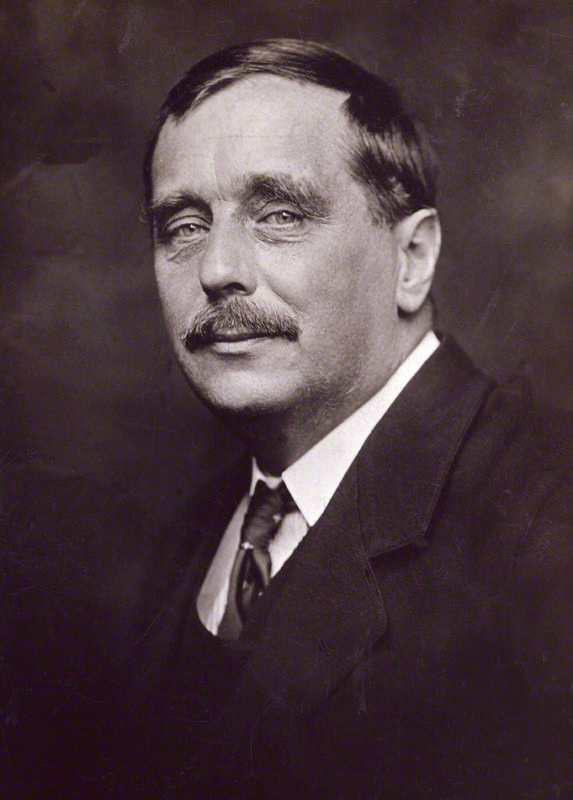
H.G. Wells
overleden in 1946

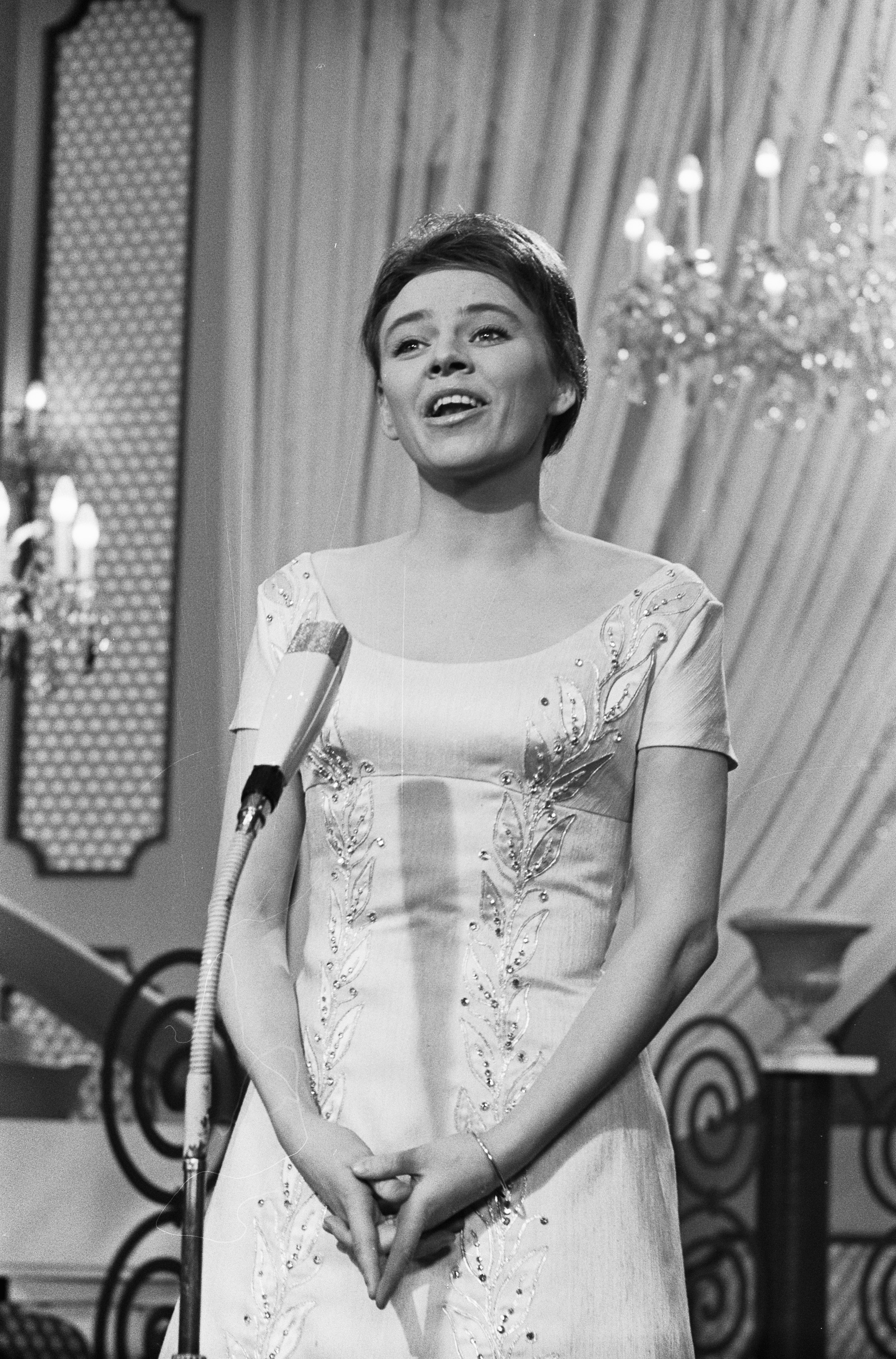
Ellen Winther
overleden in 2011

- 587 - Radegundis, koningin van de Franken
- 662 - Maximus Confessor (82), Byzantijns theoloog
- 900 - Zwentibold (30), van 895 tot 900 koning van Lotharingen
- 1523 - Gerard David (63), Zuid-Nederlands schilder
- 1608 - Giambologna c. (79), Vlaams beeldhouwer
- 1621 - Jan Berchmans (22), Vlaams heilige en jezuïet
- 1762 - Johannes Alberti (64), theoloog uit de Republiek der Zeven Verenigde Nederlanden
- 1826 - René Laennec (45), Frans arts
- 1841 - Bernhard Romberg (73), Duits cellist en componist
- 1860 - Danilo II (34), vorst van Montenegro
- 1863 - Eugène Delacroix (65), Frans schilder uit de romantiek
- 1865 - Ignaz Semmelweis (47), Hongaars arts, vader van de antiseptische methode
- 1884 - Arnold Foerster 74), Duits botanicus en entomoloog
- 1896 - John Everett Millais (73), Brits schilder en tekenaar
- 1908 - Ira David Sankey (67), Amerikaans gospelzanger en -componist
- 1910 - Florence Nightingale (90), pionier en grondlegger van de moderne verpleging
- 1912 - Jules Massenet (70), Frans componist
- 1913 - Hildebrand de Hemptinne (64), Belgisch priester
- 1946 - H.G. Wells (79), Brits sciencefictionschrijver
- 1963 - Leo Meert (82), Vlaams activist
- 1969 - Nicolás Fasolino (82), Argentijns kardinaal-aartsbisschop van Santa Fe
- 1971 - Jean Dabin (82), Belgisch hoogleraar
- 1981 - José María Minella (72), Argentijns voetballer
- 1982 - Joe Tex (47), Amerikaans zanger
- 1986 - Adriaan Viruly (81), Nederlands luchtvaartpionier en schrijver
- 1988 - William Henry Phelps jr. (85), Amerikaans/Venezolaans ornitholoog
- 1992 - Bets Dekens (85), Nederlands atlete
- 1992 - Jan Elburg (72), Nederlands dichter
- 1994 - Manfred Wörner (59), Duits politicus
- 1996 - Willi Heeks (74), Duits autocoureur
- 1997 - Michael Franciscus Josephus Marlet (76), Nederlands hoogleraar
- 1998 - Julien Green (97), Frans schrijver
- 1999 - Sulo Nurmela (91), Fins langlaufer
- 2000 - Bob Wente (67), Amerikaans autocoureur
- 2001 - Otto Stuppacher (54), Oostenrijks autocoureur
- 2005 - David Lange (63), Nieuw-Zeelands premier
- 2007 - Brian Keith Adams (44), Amerikaans professioneel worstelaar
- 2007 - Brooke Astor (105), Amerikaans filantroop
- 2007 - Yone Minagawa (114), Japans (bij leven) oudste persoon ter wereld
- 2008 - Bill Gwatney (48), Amerikaans zakenman en politicus (Democratische Partij)
- 2009 - Les Paul (94), Amerikaans gitarist
- 2011 - Ed Belski (86), Frans doelman
- 2011 - Chris Lawrence (78), Brits autocoureur
- 2011 - Ellen Winther (78), Deens zangeres en actrice
- 2012 - Salvador Escudero III (69), Filipijns politicus
- 2012 - Johnny Munkhammar (37), Zweeds politicus, schrijver en politicoloog
- 2013 - Lothar Bisky (71), Duits politicus
- 2013 - Tompall Glaser (79), Amerikaans countryzanger en songwriter
- 2013 - Jean Vincent (82), Frans voetballer en voetbaltrainer
- 2014 - Frans Brüggen (79), Nederlands dirigent en fluitist
- 2014 - Tom Veen (72), Nederlands politicus
- 2015 - Watban Ibrahim al-Tikriti (62 of 63), Iraaks minister en presidentieel adviseur
- 2016 - Kenny Baker (81), Brits acteur, muzikant en dwerg
- 2016 - Françoise Mallet-Joris (86), Belgisch-Frans schrijfster
- 2018 - Zvonko Bego (77), Joegoslavisch voetballer
- 2018 - Paul Coppejans (84), Belgisch atleet
- 2018 - Jim Neidhart (63),  Amerikaans worstelaar
- 2019 - André Köbben (94), Nederlands cultureel antropoloog
- 2019 - René Taelman (74), Belgisch voetbaltrainer
- 2020 - Steve Grossman (69), Amerikaans saxofonist
- 2020 - Corrie Hafkamp (90), Nederlands schrijfster
- 2021 - Franck Berrier (37), Frans voetballer
- 2021 - Nanci Griffith (68), Amerikaans zangeres, gitariste en songwriter[9]
- 2021 - Mangkunegara IX (69), vorst van Mangkoenegaran[10]
- 2021 - Carolyn Shoemaker (92), Amerikaans astronome
- 2022 - Antoine Poncet (94), Frans beeldhouwer
- 2023 - Patricia Bredin (88), Brits actrice en zangeres
- 2023 - Pete Magadini (81), Amerikaans drummer en auteur
- 2023 - Magoo (Melvin Barcliff) (50), Amerikaans rapper
- 2023 - Theo Meijer (76), Nederlands politicus en bestuurder
- 2024 - Irina Podjalovskaja (64), Sovjet-Russisch atlete
- 2025 - Joop Niezen (89), Nederlands voetballer en sportjournalist
- 2025 - George Ramjiawansingh (71), Surinaams kunstenaar
- 2025 - Kars Veling (77), Nederlands politicus

## Viering/herdenking

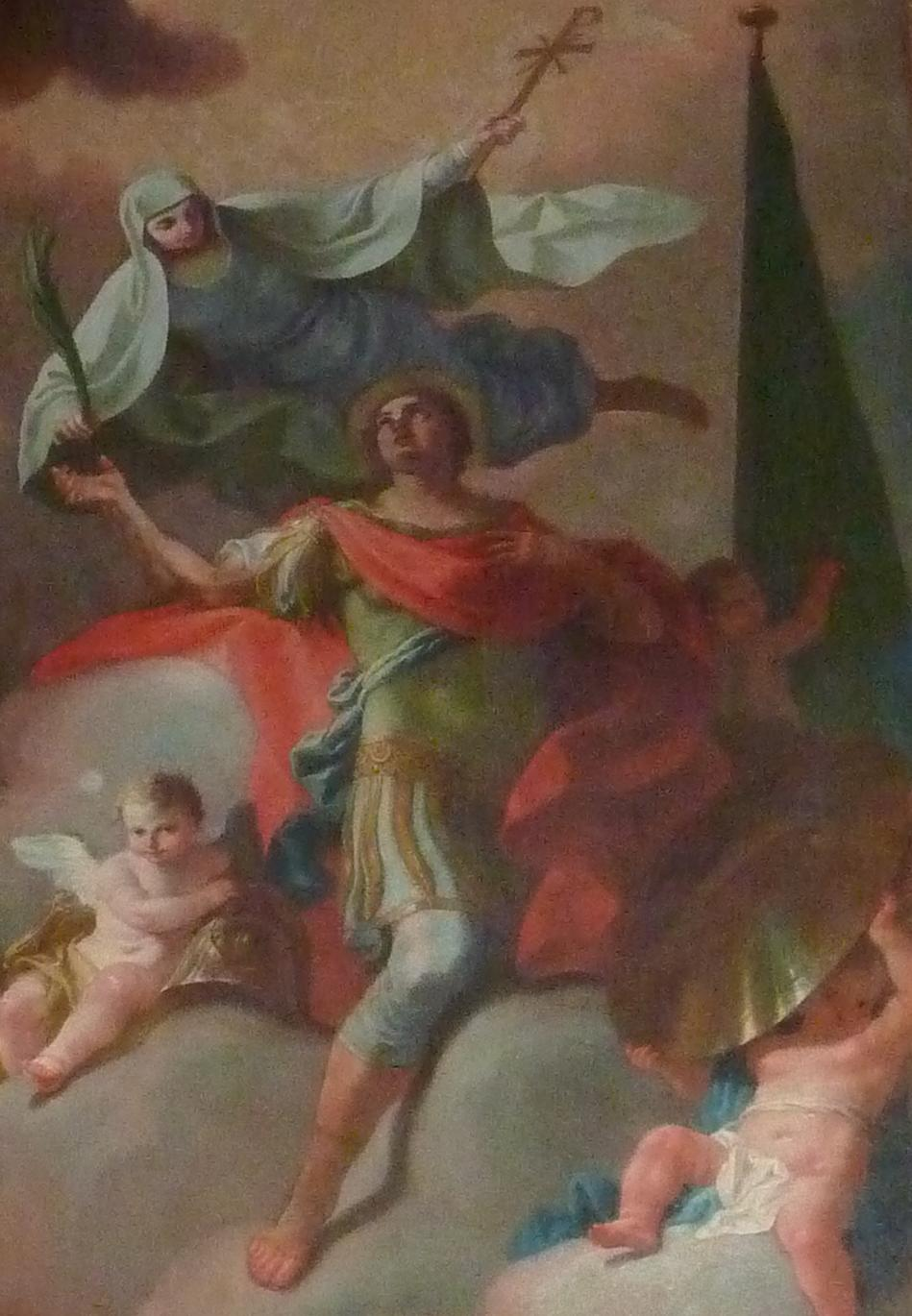
Hippolytus

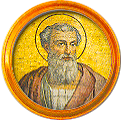
Paus Pontianus

- Jaarlijks Romeins festival van Diana die op deze dag aangeroepen wordt om de komende oogst tegen herfststormen te beschermen.
- Nationale pariotendag Manipur, van de Engels-Manipurese Oorlog 1891.
- Internationale dag van de linkshandigen (sinds 1976)[11]
- Katholieke kalender:
  - Heiligen Pontianus en Hippolytus (van Rome) († c. 235), deze laatste was de enige tegenpaus die ooit heilig werd verklaard - Vrije Gedachtenis
  - Heilige Wigbert(us) (van Fritzlar) († c. 738)
  - Heilige Maximus Confessor († 662)
  - Heilige Ludolf (van Corvey) († 983)
  - Heilige Radegundis (van Poitiers) († 587)
  - Heilige Cassianus (van Imola) († 4e eeuw)
  - Heilige Dulce Lopes Pontes († 1992)
  - Heilige Nerses Šnorhali († 1173)
  - Zalige Gertrudis (van Altenberg) († 1297)
  - Zalige Martelaren van de Spaanse Burgeroorlog
  - Zalige Mariano Mullerat i Soldevila († 1936)

## Weerextremen

### Nederland
| | Officiële records | Officiële records | Officiële records |      | Landelijke records | Landelijke records | Landelijke records                                         |
| Gebeurtenis | Jaar              | Extreem           | Locatie           | Jaar | Extreem            | Locatie            |                                                            |
| --- | ----------------- | ----------------- | ----------------- | ---- | ------------------ | ------------------ | ---------------------------------------------------------- |
| Laagste etmaalgemiddelde temperatuur (°C) | 1908              | 9,9               | De Bilt           |      | 1908               | 9,9                | De Bilt, Maastricht                                        |
| Hoogste etmaalgemiddelde temperatuur (°C) | 2020              | 25,1              | De Bilt           |      | 2020               | 25,7               | Schiphol                                                   |
| Laagste minimumtemperatuur (°C) | 1908              | 3,4               | De Bilt           |      | 1912               | 3,2                | Eelde                                                      |
| Hoogste minimumtemperatuur (°C) | 2020              | 19,1              | De Bilt           |      | 2020               | 22,5               | De Kooy                                                    |
| Laagste maximumtemperatuur (°C) | 1908              | 13,0              | De Bilt           |      | 1912               | 11,6               | Maastricht                                                 |
| Hoogste maximumtemperatuur (°C) | 1997              | 32,1              | De Bilt           |      | 2024               | 34,9               | Nieuw-Beerta                                               |
| Hoogste uurgemiddelde windsnelheid (m/s) | 1946              | 13,9              | De Bilt           |      | 2008               | 21,0               | IJmuiden                                                   |
| Hoogste windstoot (m/s) | 1956              | 21,6              | De Bilt           |      | 2004               | 34,0               | Vlieland                                                   |
| Langste zonneschijnduur (uur) | 2022              | 13,7              | De Bilt           |      | 2022               | 13,9               | Berkhout, De Kooy, Hoek van Holland, Schiphol, Voorschoten |
| Langste neerslagduur (uur) | 2004              | 16,6              | De Bilt           |      | 2004               | 16,6               | De Bilt                                                    |
| Hoogste etmaalsom van de neerslag (mm) | 2004              | 28,7              | De Bilt           |      | 2004               | 60,1               | Leeuwarden                                                 |
| Laagste etmaalgemiddelde relatieve vochtigheid (%) | 1911              | 50                | De Bilt           |      | 2022               | 36                 | Maastricht                                                 |
| Laagste uurwaarde luchtdruk op zeeniveau (hPa) | 1968              | 994,5             | De Bilt           |      | 1968               | 991,2              | Leeuwarden                                                 |
| Hoogste uurwaarde luchtdruk op zeeniveau (hPa) | 1949              | 1033,7            | De Bilt           |      | 1949               | 1034,1             | Maastricht                                                 |
| Officiële records worden altijd gemeten op het KNMI-weerstation in De Bilt. Landelijke records kunnen worden gemeten op elk officieel KNMI-weerstation in Nederland. |                   |                   |                   |      |                    |                    |                                                            |

Uitzonderlijke gebeurtenissen
- 1908 - Officieel maandrecord laagste etmaalgemiddelde temperatuur in °C van augustus gemeten in De Bilt: 9,9
- 1908 - Officieel maandrecord laagste minimumtemperatuur in °C van augustus gemeten in De Bilt: 3,4
- 1908 - Officieel maandrecord laagste maximumtemperatuur in °C van augustus gemeten in De Bilt: 13,0
- 1911 - Laatste officiële tropische dag van het jaar (maximumtemperatuur ≥ 30 °C in De Bilt)
- 1912 - Landelijk maandrecord laagste maximumtemperatuur in °C van augustus gemeten in Maastricht: 11,6
- 1949 - Officieel maandrecord hoogste uurwaarde luchtdruk op zeeniveau in hPa van augustus gemeten in De Bilt: 1033,7
- 1949 - Landelijk maandrecord hoogste uurwaarde luchtdruk op zeeniveau in hPa van augustus gemeten in Maastricht: 1034,1

### België
Dagrecords
- 1912 - Laagste etmaalgemiddelde temperatuur 11,9 °C
- 1911 - Hoogste etmaalgemiddelde temperatuur 25,1 °C
- 1949 - Laagste minimumtemperatuur 5,5 °C
- 1911 - Hoogste maximumtemperatuur 32,6 °C
- 1992 - Hoogste etmaalsom van de neerslag 29,3 mm

Uitzonderlijke gebeurtenissen
- 1916 - Tussen 19 juli en 13 augustus slechts 1 mm neerslag in Ukkel, gespreid over verschillende dagen.
- 1949 - Minimumtemperatuur 1,7 °C in Rochefort.
- 1966 - Hagelbuien met stenen tot 6 cm in Leuvense. Ernstige schade in Oost-Vlaanderen en Kempen. Neerslag tot 68 mm in Sint-Job-in-'t Goor (Brecht).

<< · 1 · 2 · 3 · 4 · 5 · 6 · 7 · 8 · 9 · 10 · 11 · 12 · 13 · 14 · 15 · 16 · 17 · 18 · 19 · 20 · 21 · 22 · 23 · 24 · 25 · 26 · 27 · 28 · 29 · 30 · 31 · >>